# Centre Regionalista Valencià
Centre Regionalista Valencià (CRV) fou el nom que adoptà la societat València Nova el 1908 quan intentà dur a la pràctica la creació d'una Solidaritat Valenciana, a l'estil de la Solidaritat Catalana, després de la Primera Assemblea Regionalista Valenciana del 1907. El seu secretari fou Miquel Duran i Tortajada. No reeixí en el seu projecte per l'oposició aferrissada del blasquisme i per la manca de suport popular.